# 稲荷神社 (八潮市南川崎)
稲荷神社（いなりじんじゃ）は、埼玉県八潮市の神社。

## 歴史
創建年代は不明である。ただ川崎村の成立時（江戸時代初期）に創建されたものと推測される。川崎村の名主は野口家で岩付城の城主太田氏の旧家臣であった。
1871年（明治4年）、近代社格制度に基づく「村社」に列せられた。なお、翌年に当社の境内に白蛇が出現し、その干物が稲荷神の神体として奉納されている。

## 交通アクセス
- 路線バス南川崎停留所より徒歩1分。